# Aguarón
Aguarón – gmina w Hiszpanii, w prowincji Saragossa, w Aragonii, o powierzchni 36,62 km². W 2011 roku gmina liczyła 848 mieszkańców.